# David Stronach
David Brian Stronach, né le 10 juin 1931 à Nottingham et mort le 27 juin 2020, est un archéologue britannique d'origine écossaise spécialiste des antiquités perses et mésopotamiennes.

## Biographie
Peu après avoir étudié à l’université de Cambridge dont David Stronach est diplômé en 1958, il est nommé directeur du British Institute of Persian Studies à Téhéran, fonction qu’il occupe plusieurs années. Il dirige des fouilles à Pasargades et à Ninive, et en publie des résultats qui en feront un des plus grands experts de la capitale de Cyrus II et lui vaudront de multiples prix et distinctions.
Enseignant et chercheur à l’université de Berkeley, Il donne également des conférences dans d’autres universités américaines prestigieuses comme Columbia et Harvard.

## Ouvrages et publications (sélection)
Outre ses publications dans des revues spécialisées, et ses participations à la rédaction de chapitres dans de nombreux ouvrages, David Stronach a publié
- (en) Pasargadae, Oxford University Press, Oxford, 1978.  (ISBN 978-0198131908)
- (fr) Recherches dans le secteur Est du tépé de l’Apadana 1973-1974. La statue de Darius le Grand découverte à Suse, in « Cahiers de la Délégation française en Iran ». [DIFA], vol. 4, 1974, pp. 61-72.
- (en) En collaboration avec Ali Mousavi, Ancien Iran from the Air, photographies par Georg Gerster, éd. Philipp von Zabern, 2012, 192 pages